# Coleman Trebor
Coleman Trebor a Csillagok háborúja II: A klónok támadása című film egyik szereplője. Yarael Poof mester halála után vált a Jedi Tanács tagjává. Trebor a vurk fajba tartozik, és a Sembala bolygóról származik. Zöld fénykarddal harcolt.

## Életrajz
A Jedi Rendben Trebort leginkább bölcsessége miatt tisztelték. Saesee Tiin mesterrel együtt irányították az antari erdészeket és még néhány Jedit a Konföderáció lázadása alatt az Antar 4-en.
Trebor jó viszonyban volt Jyl Somtay-val. Sok fontos döntést hoztak együtt.
Y. e. 24-ben Trebor Shaak Ti mesterrel megvédte Plapatine főkancellárt egy merénylettől, amelyet Granta Omega rendelt meg.

## Halála
Trebor egyike volt azon a jediknek akik a Geonosisra érkeztek, hogy kiszabadítsák a szenátornő Padmét, valamint Obi-Wan Kenobit és Anakin Skywalkert. Trebor felugrott a nagyhercegi párkányra azzal a szándékkal, hogy megölje Dooku grófot, de Jango Fett néhány lövéssel vegzett vele.
A Geonosisi csata után a Jedi Tanácsban a helyét Kit Fisto foglalta el.
Trebor mester a Niman fénykardvívó technika mestere volt, bár olyan ellenfelek ellen, mint Jango Fett, nem vette nagy hasznát.

## Érdekességek
- A karaktert Rob Coleman-ról nevezték el, aki saját maga készítette el a lényt.
- Coleman Trebor hősiessége miatt bizonyos rajongók nagyrabecsülik, főleg azok, akik tudják róla, hogy inkább diplomata volt, mint harcos.